# Ptychosperma gracile
Espèce
Synonymes
- Saguaster gracilis (Labill.) Kuntze[1]
- Seaforthia ptychosperma Mart.[1]

Statut de conservation UICN

 NT  : Quasi menacé
Ptychosperma gracile est une espèce de plantes de la famille des Arecaceae.

## Publication originale
- Mémoires de la Classe des Sciences Mathématiques et Physiques de L'Institut National de France 9: 253. 1808[1809].